# 114 Tauri
114 Tauri (o Tauri) é uma estrela na direção da Taurus. Possui uma ascensão reta de 05h 27 m 38.08s e uma declinação de +21° 56′ 13.1″. Sua magnitude aparente é igual a 4.88. Considerando sua distância de 695 anos-luz em relação à Terra, sua magnitude absoluta é igual a −1.76. Pertence à classe espectral B2.5IV.